# Monique Pool
Monique Pool (8 februari 1964) is een Surinaams milieubeschermer. Ze richtte in 2005 Green Heritage Fund op en vangt sindsdien luiaards op en in de jaren erna ook andere bosdieren. Daarnaast doet ze onderzoek, organiseert expedities naar de oceaan en de rivieren en geeft voorlichting.

## Biografie
Monique Pool groeide op in Nederland en kwam terug naar Suriname. Ze heeft sinds haar kindertijd binding met de natuur. Ze had graag bioloog willen worden, maar werd tolk en vertaler, met name vertaler Frans. In 2000 werd ze vrijwilliger voor Conservation International Suriname. Later richtte ze een eigen stichting op.
Toen ze in 2005 haar hond kwijt was belde ze met de dierenbescherming. Toen ze hoorde dat er een luiaard als wees was achtergebleven, bood ze aan het in huis te nemen. Ze wist nog niets van luiaards en kreeg advies van deskundigen uit het buitenland. Nog hetzelfde jaar richtte ze Green Heritage Fund (GHF) op. Mettertijd groeide ze uit tot een luiaarddeskundige, en ze wordt gebeld door de politie, brandweer en zelfs Paramaribo Zoo wanneer er luiaards gewond zijn of zich in problemen bevinden. Tot en met 2022 heeft GHF meer dan duizend luiaards voor de dood weggehaald.
Haar huis veranderde sinds 2005 in een opvangplek voor dieren tot ze in 2017 het Sloth Wellness Center in Groningen in Saramacca opende (sloth is Engels voor luiaard), waardoor de dieren niet meer in haar woning ondergebracht hoeven te worden. Door de ligging bij het bos kunnen de luiaards makkelijk uitgezet worden.
Mettertijd breidde ze haar aandacht van luiaards alleen ook uit naar gordeldieren, stekelvarkens, miereneters, dolfijnen en zeekoeien. Verder organiseert ze expedities naar de rivieren en de oceaan, geeft ze voorlichting en doet ze onderzoek.

## Waardering
Monique Pool ontving diverse soms hoge onderscheidingen.
- 2016: Nominatie als CNN Heroe (Verenigde Staten)[2]
- 2017: Vedantaprijs[9]
- 2018: Officier in de Ereorde van de Gele Ster[1]
- 2022: Ridder in Legioen van Eer (Frankrijk)[4]
- 2024: Icoon op de Iconenkalender van NAKS[8]